# Sweet Track
Sweet Track (Sweetova pot) je starodavna pot, nasip s cesto na Somersetski ravnici blizu Glastonburyja v Angliji. Zgrajena je bila leta 3807 ali 3806 pred našim štetjem in je druga najstarejša lesena pot, odkrita na Britanskem otočju. Zdaj je znano, da je bila zgrajena pretežno prek starejše poti Post Track.
Pot teče po zdaj večinoma izsušenem barju med takrat otokom pri Westhayju in visokim grebenom pri Shapwicku. Dolga je približno 2000 m. Je del omrežja poti, ki so nekoč prečkale ravnico. Ob njej so našli različne predmete, med drugim žadeitno obredno sekiro.
Pot so uporabljali le okoli 10 let, nato pa je bila opuščena, verjetno zaradi dviga vodne gladine. Ob odkritju leta 1970 je bila precej zapuščena, zato so bili potrebni temeljiti posegi, da so jo obnovili, uredili so vodno črpališče in razdeljevanje vode za ohranjanje lesa v vlažnem stanju. Obiskovalci jo lahko zdaj prehodijo, saj teče tako kot nekdaj po naravnem rezervatu Shapwick Heath.

## Lega
Na začetku 4. tisočletja pred našim štetjem se je vila med otokom pri Westhayju in visokim grebenom pri Shapwicku blizu reke Brue. Skupina gomil pri Westhayju označuje kraj, kjer so bila  prazgodovinska kolišča, ki so bila verjetno podobna koliščem iz železne dobe v vasi Glastonbury Lake Village v bližini Godneyja. 
V bližini so odkrili ostanke podobnih poti, ki so povezovale naselja na šotišču, kot so: Honeygore, Abbotts Way, Bells, Bakers, Westhay in Nidons. Območja v bližini jezera Meare Pool dokazujejo, da je bil namen poti lažje potovanje med naselji. Preiskava je pokazala, da je bila pot zgrajena s poseganjem v dvignjeno šotišče, še posebej v subatlantskem podnebnem obdobju – holocen (1. tisočletje pred našim štetjem), jedro vzorčenja pa kaže, da je napolnjena z najmanj dvema metroma blata.
Dve vasi ob jezeru Meare sta verjetno ostanek mnogih struktur, ki so bile postavljene na površini suhe šote, kot so šotori, ovčje ograde in protivetrne zaščite. Glina se je kasneje razširila čez šoto in zagotavljala možnosti za naselitev, obrt in gibanje, na nekaterih področjih so debelejši sloji gline omogočili gradnjo dimnikov iz gline ali kamna. 

## Odkritje in raziskave
Pot je bila odkrita leta 1970 med izkopavanji šote in je dobila ime po najditelju Rayu Sweetu. Družba je delala za družbo E. J. Godwina in je poslala del deske Johnu Colsu, asistentu  arheologije na cambriški univerzi, ki je že izkopaval pri bližnjih poteh. Colsovo zanimanje za poti ga je pripeljalo v Somerset, kjer je bil od leta 1973 do 1989. Potrebna je bila vrsta lokalnih arheoloških dejavnosti, s katerimi so potrdili gospodarski in geografski pomen različnih poti iz 3. in 1. tisočletja pred našim štetjem. Delo je bilo priznano leta 1996, ko so dobili nagrado Državne kemične industrije (Imperial Chemical Industries, ICI) za najboljši arheološki projekt  in leta 2006 nagrado evropske arheološke dediščine (European Archaeological Heritage Prize).
Dendrokronologija, datacija lesa, je omogočila natančno datiranje poti, ki kaže, da je bila zgrajena leta 3807 in 3806 pred našim štetjem. To je pomenilo, da je bila do odkritja 6000 let stare vozne poti v Plumsteadu, v bližini Belmarških zaporov leta 2009, najstarejša pot na svetu.
Les, uporabljen za gradnjo, je uvrščen med fosilizirani les, ime za les (iz katerega koli vira), ki je bil dalj časa (včasih tudi več sto tisoč let) pokopan v šotnih barjih in je nastal z gnitjem v kislih in anaerobnih razmerah. Tak les je običajno obarvan rjavo s tanini, raztopljenimi v kisli vodi, in kaže zgodnjo stopnjo fosilizacije. 
Leta 1973 je bila ob poti najdena žadeitna sekira.  Ena od več kot 100 podobnih sekir, najdenih v Veliki Britaniji in na Irskem, kaže, da je bila to obredna sekira. Radiokarbonska datacija šote, v kateri je bila odkrita sekira, kaže, da je bila odložena okoli 3200 pred našim štetjem. Našli so še druge lesene predmete, kot so: vesla, posoda, puščice, deli lokov, kovinska sekira, palice, kramp, glavnik, gumb in del žlice. Najdbe so izdelane iz kresilnega kamna, osti in raznih kristalnih kamnov. 
Geofizikalni pregled območja je leta 2008 pokazal nejasne podatke magnetometra; les lahko vpliva na hidrologijo šote, povzroči izgubo ali zbirko mineralov v porah vode in šotni matriki.

## Graditelji
Poti so zgradili neolitski kmetje, ki so kolonizirali površino, okoli 3900 pred našim štetjem. Dokazano je, da so bili med gradnjo dobro organizirani in urejeni.  Prebivalci so krčili gozdove, da bi ustvarili pašnike in polja. Pozimi so poplavljena območja omogočala ribolov, lov, iskanje hrane. Poleti so bila sušna območja travnata, da so lahko pasli govedo in ovce, trsje, grmovje in les so uporabljali za gradnjo, bilo je veliko divjih živali, ptic, sadja in semen. Da bi dosegli otoke v barju, so se lotili skupnih dejavnosti, potrebnih zaradi zalog lesa in gradnje voznih poti, ki so jih verjetno gradili, ko so bile vode najnižje.

## Konstrukcija
Pot je sestavljena pretežno iz povezanih hrastovih desk s prekrižanimi kljukicami jesena, hrasta in lipe, zapičenimi v spodaj ležečo šoto. Deske, ki so bili široke do 40 cm, dolge 3 m in debele manj kot 5 cm, so bile izrezane iz dreves, starih do 400 let, imele so en meter v premeru, podrtih po delih z uporabo kamnite sekire, lesene zagozde in lesenega kladiva. Dolžina, ravnost in pomanjkanje vilic ali vej na kljukicah kažejo, da so bili odvzeti iz panja. Vzdolžne tirnice do 6,1 metra dolge in 7,6 cm v premeru, so bile sestavljene večinoma iz leske in jelše. Deske so bile postavljene vzdolž oblike X, da je nastal hodnik. Na nekaterih mestih so bile tirnice postavljene na vrhu in so ustvarile hodnik. Nekatere deske so nato stabilizirali s tanko, navpično leseno kljukico skozi luknje, razrezane blizu konca deske in zabite v šoto, včasih glino. Na južnem koncu gradnje so bila uporabljena manjša drevesa in deske, razdeljene po zrnavosti, da so izkoristili celoten premer debla. Prav tako so bili ugotovljeni deli drugih drevesnih vrst: ileks, vrba, topol, dren, bršljan, breza in jablana. 
Poselitev mokrišč pomeni, da so morale biti sestavine poti montažne, preden so jih sestavili na kraju samem, čeprav lesni sekanci kažejo, da je bilo nekaj obrezovanja tudi na kraju samem. Pot je bila zgrajena iz približno 200.000 kilogramov lesa. 

## Zaščita
Večina poti je ostala na prvotnem kraju in je zdaj na območju Shapwick Heatha, ki je posebnega znanstvenega pomena in naravni rezervat. Ko je zemljišče kupil National Heritage Memorial Fund ter po vgradnji črpanja vode in razdelitvenega sistema vzdolž 500-metrskega odseka, nekaj sto metrov dolžine poti zdaj dejavno ohranjajo. Ohranjanje arheoloških ostankov mokrišč (to je ohranjanje visoke vode in nasičenja) je redka. Del 500-metrskega odseka, ki leži na zemljišču, ki je v lasti Sveta za ohranjanje narave (Nature Conservancy Council), je obdan z nasipom iz gline, da se prepreči odtekanje na nižja polja šote, vodostaj redno spremljajo.
Del poti na zemljišču, ki je  v lasti družbe Fisons (ki pridobiva šoto na območju), je bil podarjen  Britanskemu muzeju v Londonu. Čeprav je ta kratek odsek lahko vzorec za namene prikaza, je zdaj v nadzorovanih razmerah shranjen v skladišču. Rekonstruirani odsek je prikazan v Centru šotnih barij v bližini Glastonburyja. Zanj je skrbela posebna služba (Somerset Historic Environment Service), ki pa je bila oktobra 2009 zaprta zaradi proračunskih rezov sveta somersetskega okrožja (County Council Somerset). Glavni eksponati so ostali, vendar je v prihodnosti dostop javnosti negotov. Drugi vzorci poti so v Somersetskem muzeju.
Odseki poti so bili določeni kot zaščiten spomenik, kar pomeni, da je to "državno pomembna" zgodovinska struktura in arheološko najdišče, zaščiteno pred nepooblaščenimi spremembami.  vključeni na seznam zgodovinske dediščine Anglije. 